# Torsionskurbelachse
Die Torsionskurbelachse ist eine Bauart der hinteren Radführung von frontgetriebenen Automobilen. Sie gehört wie die Verbundlenkerachse zu den Halbstarrachsen.
Die mit einer torsionsweichen Achsbrücke verbundenen Radträger sind starr an je einem Traghebel (Längslenker, Federschwert) befestigt. Die Achsbrücke ist ein biegesteifer, aber torsionsweicher Träger, etwa ein geschlitztes Rohr oder ein U-Profil. Dadurch sind die beiden Längslenker beim einseitigen Einfedern gegeneinander elastisch verdrehbar. Die beiden Räder federn weitgehend unabhängig voneinander ein, bleiben aber immer in einer Flucht (wie bei einer Starrachse).
Die Torsionskurbelachse wurde ab Ende der 1950er Jahre in vielen Modellen von DKW, Auto Union und Audi NSU verwendet, zunächst 1959 im DKW Junior, zuletzt bis Ende 1996 im Audi Coupé B3, aber auch im VW Passat B1, der mit dem Audi 80 B1 weitgehend baugleich ist. Die Schwingen waren als „Schwerter“ torsions- und in Querrichtung biegeweich, weshalb zur Querführung ein Panhardstab nötig war. Um die Achsbrücke zu versteifen (sie wirkt als Stabilisator), war bei einigen Ausführungen ein Torsionsstab im U-Profil-Querträger eingebaut. Zur Federung dienten Drehstäbe oder Schraubenfedern.
Chrysler verwendete Torsionskurbelachsen von 1980 bis 1996 bei der K-Plattform (u. a. im Dodge Aries, Plymouth Reliant, Chrysler LeBaron) und diversen Ableitungen.

## Einzelnachweis
1. ↑  Dieter Korp, Jetzt helfe ich mir selbst Band 22 Audi-60/L 72/L 75L 80/L Super 90 Variant